# Karlie Montana

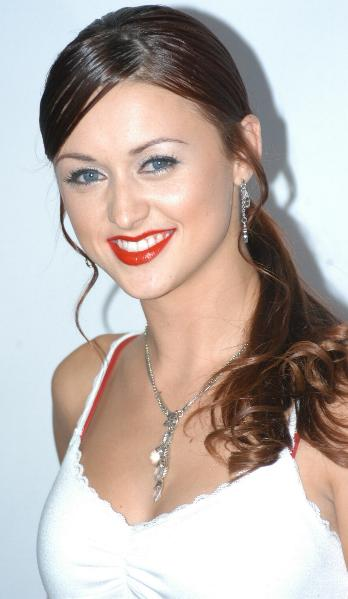
Karlie Montana (2006)

Karlie Montana (* 14. Mai 1986 als Jessica Beeman in Phoenix, Arizona) ist eine ehemalige US-amerikanische Pornodarstellerin.

## Leben
Karlie Montana hat irische und deutsche Vorfahren. Sie begann 2004 im Alter von 18 Jahren in Pornofilmen mitzuspielen, nachdem ein Agent sie spontan zu einem Dreh eingeladen hatte. Montana wurde mehrfach für den AVN Award nominiert, den sie 2015 zwei Mal gewann. Sie erschien zudem zwei Mal im Totally-Nerdcore-Kalender. In der Regel spielte sie in lesbischen Szenen mit. Sie arbeitete unter anderem bei Pornoproduktionsfirmen Evil Angel Productions, Elegant Angel, Vivid Entertainment Group, Girlfriends Films und ClubJenna.
Im Mai 2012 war sie Twistys Treat of the Month des Online-Herrenmagazins Twistys.com. 2015 war sie zusammen mit Dana DeArmond und Joanna Angel eine der drei Preshow-Gastgeberinnen bei der 32. AVN-Award-Verleihung, bei der sie unter anderem die Stars auf dem roten Teppich interviewten.

## Filmografie (Auswahl)
Die Internet Adult Film Database (IAFD) listet bis heute 707 Filme, in denen sie mitgespielt hat. (Stand: Dezember 2024)
- 2004: Her First Lesbian Sex: Karlie Montana and Nakita Kash
- 2005: Pussyman’s Decadent Divas 28
- 2006: Sasha Grey Superslut
- 2007: Jack’s Playground 35
- 2007: Karlie Montana
- 2007: Lesbionage
- 2008: Floating Island G-string
- 2008: Girlvana 4
- 2008: Penthouse Variations: Spiked Heels
- 2009: Women Seeking Women 58
- 2010: Meow
- 2011: After School Sextivities
- 2012: I Love When You Watch Me
- 2012: Karlie Analysis
- 2012: Karlie Montana’s Finding The L In Love
- 2012: Marital Demise 2, 3
- 2012: My Dad's Hot Girlfriend
- 2013: High Noon Hard Ride
- 2013: Hot Jeans
- 2013: Panoramic Sex
- 2013: Pillow Fight
- 2013: Raw 15
- 2013: Young Chicks Love Big Dicks 3
- 2014: All Natural Big Ass White Girl Fucked
- 2014: Anikka 2
- 2014: Bangin' The Boss 3
- 2014: Glisten
- 2014: He Can Never Find Out
- 2014: Lolita from Interstellar Space (Erotikfilm)
- 2014: Slutty and Sluttier 22
- 2014: Young Panty Ho's 3
- 2015: A Mother Daughter Thing 3
- 2015: A Thing of Beauty
- 2015: College Coeds vs. Zombie Housewives
- 2015: Karlie Montana Vs. The Evil Lord
- 2015: Lust in Space (Erotikfilm)
- 2015: My Sister's Hot Friend 42
- 2015: Only Karlie Montana
- 2015: Yoga Girls 3
- 2016: Bondage Cafe: Karlie Montana
- 2016: Double the Load
- 2016: Five Girls and One James Deen
- 2016: Four Babes Race to Get Off
- 2016: Karlie May Need A Spanking
- 2016: Masturbating Outdoors
- 2016: Ready to Masturbate
- 2016: Toronto High Rise Blowjob
- 2017: Cinderella’s Hot Night
- 2017: Illicit Desire
- 2017: Kiss and Kill
- 2017: My All Girl Massage
- 2017: Pussy Party
- 2019: How I Love That Pussy
- 2021: Self Love
- 2021: Zero Tolerance: Karlie Montana and Skin Diamond

## Auszeichnungen und Nominierungen
| Jahr                 | Preis                                                               | Award                             | Film |
| -------------------- | ------------------------------------------------------------------- | --------------------------------- | ---- |
| 2009                 |                                                                     |                                   |      |
| AVN Award            | Best All-Girl Group Sex Scene                                       | Girlvana 4                        |      |
| AVN Award            | Best All-Girl 3-Way Sex Scene                                       | Jack’s Playground: Big Ass Show 7 |      |
| 2012                 |                                                                     |                                   |      |
| AVN Award            | Unsung Starlet of the Year                                          |                                   |      |
| 2013                 |                                                                     |                                   |      |
| AVN Award            | Best Boy/Girl Sex Scene                                             | Nerdy Girls                       |      |
| AVN Award            | Best Three-Way Sex Scene                                            | Dani Daniels: Dare                |      |
| Sex Award            | Porn's Best Body                                                    |                                   |      |
| Sex Award            | Sexiest Adult Star                                                  |                                   |      |
| 2014                 |                                                                     |                                   |      |
| AVN Award            | Best Girl/Girl Sex Scene                                            | Girl Squared                      |      |
| 2015                 |                                                                     |                                   |      |
| AVN Award            | Best All-Girl Group Sex Scene (mit Anikka Albrite und Dani Daniels) | Anikka 2                          |      |
| AVN Award            | Best Solo/Tease Performance (mit Anikka Albrite und Dani Daniels)   | Anikka 2                          |      |
| AVN Award            | Best Group Sex Scene                                                | King James                        |      |
| AVN Award: Fan Award | Best Boobs                                                          |                                   |      |
| AVN Award: Fan Award | Hottest Ass                                                         |                                   |      |
| XBIZ Award           | Best Actress                                                        | Shades of Scarlet                 |      |
| 2016                 |                                                                     |                                   |      |
| AVN Award: Fan Award | Best Boobs                                                          |                                   |      |
| XBIZ Award           | Best Actress                                                        | When It Comes to You              |      |
| XBIZ Award           | Best Scene                                                          | When It Comes to You              |      |
| 2017                 |                                                                     |                                   |      |
| AVN Award            | Best All-Girl Group Sex Scene (mit AJ Applegate und Kenzie Taylor)  | AJ's Angels                       |      |
| XBIZ Award           | Girl/Girl Performer of the Year                                     |                                   |      |
| 2018                 |                                                                     |                                   |      |
| XBIZ Award           | Best Sex Scene                                                      | Inner Demons                      |      |
| AVN Award            | All-Girl Performer of the Year                                      |                                   |      |